# Paralimnophila (Paralimnophila) winta
Paralimnophila (Paralimnophila) winta is een tweevleugelige uit de familie steltmuggen (Limoniidae). De soort komt voor in het Australaziatisch gebied.